# Huizingabuurt
Huizingabuurt is een buurt in de wijk Noordoost in Utrecht, de hoofdstad van de Nederlandse provincie Utrecht.
Deze buurt is gelegen aan de Huizingalaan, Karel Doormanlaan en omgeving. De buurt zit ingesloten tussen Tuindorp Oost, Voordorp en de Zeeheldenbuurt, Hengeveldtraat en omgeving. Voor 1954 was een groot gedeelte nog weiland en had het de naam Ezelsdijk wat toen nog aan Maartensdijk toebehoorde. Het inundatiekanaal langs de Ezelsdijk (de huidige Kardinaal de Jongweg) was toen de gemeentegrens tussen Utrecht en Maartensdijk.